# Вохма (приток Сомы)
Вохма — река в России, протекает в Слободском и Белохолуницком районах Кировской области. Устье реки находится в 20 км по левому берегу реки Сома. Длина реки составляет 29 км, площадь бассейна — 216 км².
Исток реки у деревни Кобляки (Светозаревское сельское поселение Слободского района) в 19 км к юго-востоку от города Слободской. Река течёт на северо-восток, в верхнем течении на реке деревни Кобляки, Алексеево и Будино; ниже река течёт по ненаселённой местности. Река впадает в Сому у нежилой деревни Лимоны в 16 км к юго-западу от города Белая Холуница.

## Притоки (км от устья)
- 5,5 км: река Утвай (пр)
- река Огара (лв)
- 16 км: река Поскинка (пр)

## Данные водного реестра
По данным государственного водного реестра России относится к Камскому бассейновому округу, водохозяйственный участок реки — Вятка от истока до города Киров, без реки Чепца, речной подбассейн реки — Вятка. Речной бассейн реки — Кама.
Код объекта в государственном водном реестре — 10010300212111100032225.